# جین استار
جین استار (به اسپانیایی: Ginestar) یک منطقهٔ مسکونی در اسپانیا است که در ریبرا دبره واقع شده‌است. جین استار ۱۵٫۸ کیلومتر مربع مساحت دارد.